# Selêucia (Panfília)
Selêucia (em grego: Σελεύκεια; romaniz.: Seleukeia) foi uma antiga cidade grega na costa mediterrânea da Panfília, na Anatólia, a aproximadamente quinze quilômetros a nordeste de Side. O sítio arqueológico está localizado a um quilômetro para o norte da vila de Bucakşıhler e a aproximadamente doze quilômetros a nordeste de Manavgat, na Província de Antália, Turquia. O local está no alto de uma colina escarpada em várias direções, o que provavelmente facilitava muito a sua defesa. A trilha para lá a partir da vila foi restaurada, mas o sítio principal ainda está no meio de um pinheiral. O pesquisar alemão Johannes Nollé sugeriu, porém, que estes restos não são de Selêucia, mas de Lyrba.
No local, ainda são visíveis os restos de uma ágora com uma fileira de fachadas com dois e três andares, um portâo, um mausoléu, um banho romano, uma necrópole e diversos templos e igrejas. Como está localizado numa região remota e de difícil acesso, o local não foi pilhado em tempos antigos por pessoas em busca de materiais de construção e a área está repleta de colunas e pedras de mó.